# Neuronitis vestibular
La neuronitis vestibular, també anomenada neuritis vestibular, pot ser paroxística, en un atac únic de vertigen, o en una sèrie d'atacs, o en un trastorn persistent que disminueix en unes tres a sis setmanes. És un tipus de disfunció vestibular unilateral i pot estar associada amb nàusees, vòmits, i infeccions prèvies en el tracte respiratori superior. En general no presenta símptomes auditius, a diferència de la laberintitis. La neuronitis vestibular també pot estar associada amb nistagme. La causa no s'entén clarament, i el terme "neuronitis" o "neuritis" és inexacta perquè no hi ha evidència d'inflamació. El terme generalment es reté a causa del seu ús comú. Sembla ser causat per un desequilibri d'entrada neuronal entre les orelles internes dreta i esquerra.